# Jan Kok (voetballer)
Johan Adolf Frederik (Jan) Kok  (Soerabaja (Nederlands-Indië), 9 juli 1889 – Zeist, 2 december 1958) was een Nederlandse voetballer.
Hij vertegenwoordigde Nederland op de Olympische Zomerspelen van 1908 en won daarbij de bronzen medaille. Nederland speelde geen voorronde, maar de eerste wedstrijd gelijk een halve finale tegen het Britse team. Deze wedstrijd ging met 4-0 verloren. De wedstrijd hierna ging tegen Zweden om het brons. Deze wedstrijd, waaraan Kok in tegenstelling tot de vorige wedstrijd, wel aan deelnam, werd met 2-0 gewonnen. Hierbij scoorde Jops Reeman (6e minuut) en Edu Snethlage (58e minuut). Hij stond linkshalf. Daarnaast heeft Kok ook één interland gespeeld voor Nederland, dit in het jaar 1908.
Kok was lid van het Koninklijke UD in Deventer. Hij vertrok in 1910 als bestuursambtenaar naar Nederlands-Indië. In 1932 kwam hij terug op wachtgeld.